# Гинсбург, Софья Михайловна
Софья Михайловна Гинсбург (20 марта (1 апреля) 1863/1857, Камышеваха (Запорожская область) — 7 (19) января 1891) — русская революционерка-народница.

## Биография
Родилась 20 марта 1863 года в зажиточной еврейской семье в селе Павловке Мариупольского уезда Екатеринославской губернии. По версии списка лиц, подлежащих розыску от 1887 года, Софья Михайловна родилась в 1857 году, в Мариупольском уезде Екатеринославской губернии; и также на 1887 год придерживалась иудейского вероисповедания. По другим данным, в 1880 году приняла православие. В 1881 году, окончив Керченскую гимназию, поступила на акушерские курсы, окончив их со званием повивальной бабки, в июле 1884 года (свидетельство из Конференции Военно-Медицинской Академии от 17 июля 1884 г. за № 373/2693).
В 1884 году получила свидетельство на звание домашней учительницы. С того же года начала принимать участие в революционном движении: жила со Слепцовой Надеждой Николаевной, с которой они проживали в одной квартире в Санкт-Петербурге, и на квартире которой проходили собрания военного народовольческого кружка. До 1885 года была учительницей в селе Акимовка Таврической губернии.
В марте 1885 года уехала за границу, где в Париже познакомилась с Петром Лавровичем Лавровым. Изучала медицину.
В 1888 году нелегально вернулась в Россию, принимала деятельное участие в петербургских военных кружках. За границей вместе с Исааком Дембо участвовала в изготовлении разрывных снарядов. Намеревалась восстановить партию «Народная Воля».
14 февраля 1889 года забыла в магазине кошелёк, в котором находился проект прокламации, на случай удачного покушения на Александра III, была выслежена полицией и 17 февраля арестована в Петербурге. Благодаря случайности ей удалось освободиться. Уехала в Харьков, оттуда — в Севастополь, где поступила в швейную мастерскую Агафоновой в качестве мастерицы. Намереваясь уехать за границу, скрывалась в Успенском монастыре в Бахчисарае. 31 мая 1889 года была выдана настоятелем монастыря и арестована.
В ноябре 1890 года приговорена к смертной казни, заменённой бессрочной каторгой. 1 декабря 1890 года была доставлена в Шлиссельбург, где 7 января 1891 года перерезала себе шею ножницами.
Сестра — врач Гинзбург-Черномордик Миньона Михайловна (1861—?).